# Morpho micans
Morpho micans är en fjärilsart som beskrevs av Hans Fruhstorfer 1907. Morpho micans ingår i släktet Morpho och familjen praktfjärilar. Inga underarter finns listade i Catalogue of Life.